# Operacja Hermann
Operacja Hermann (niem. Unternehmen „Hermann”) – operacja przeciwpartyzancka przeprowadzona przez okupantów niemieckich w czasie II wojny światowej, od 13 lipca do 10 sierpnia 1943 roku, w rejonie Puszczy Nalibockiej na terenach północno-wschodnich okupowanej II Rzeczypospolitej.
Celem operacji była likwidacja polskich i sowieckich oddziałów partyzanckich, których bazy znajdowały się na terenie Puszczy Nalibockiej. Batalion stołpecki Armii Krajowej oraz iwienieckie zgrupowanie sowieckiej partyzantki początkowo podjęły otwartą walkę z Niemcami i ich kolaborantami. Wobec przewagi nieprzyjaciela były jednak zmuszone się rozproszyć i podjąć próbę przerwania niemieckiego kordonu wokół Puszczy. Ostatecznie polski batalion i sowieckie zgrupowanie zdołały uniknąć całkowitego zniszczenia, lecz okupiły ten sukces poważnymi stratami.
W trakcie operacji Hermann oddziały niemieckie spaliły całkowicie lub częściowo 150 wsi. Zabito od 4199 do 4280 osób, w większości polskich i białoruskich cywilów. Blisko 21 tys. osób zesłano na roboty przymusowe w III Rzeszy, a tysiące innych wysiedlono poza strefę blokady, rabując jednocześnie ich dobytek.

## Geneza
Po klęsce wrześniowej powiaty stołpecki i wołożyński znalazły się wraz z resztą ziem kresowych pod okupacją ZSRR. Z kolei po niemieckiej inwazji w czerwcu 1941 roku tereny obu powiatów wcielono w skład Komisariatu Rzeszy Wschód. Niemcy wspierani przez białoruskich kolaborantów wymordowali większość miejscowych Żydów oraz stosowali bezwzględny terror wobec ludności polskiej. W tym samym czasie rozległa Puszcza Nalibocka stała się schronieniem dla czerwonoarmistów, którym udało się uniknąć niemieckiej niewoli oraz dla Żydów zbiegłych z okolicznych gett. Na przełomie 1942/43 roku przerzuceni zza linii frontu sowieccy oficerowie i komisarze przystąpili do przekształcania owych luźnych grup niedobitków w regularne oddziały partyzanckie. Według oficjalnych szacunków, 1 maja 1943 roku w Puszczy Nalibockiej przebywało już 2941 sowieckich partyzantów. Dawali się oni mocno we znaki miejscowej ludności, masowo rekwirując żywność, odzież i inne mienie. Nierzadko owe „operacje gospodarcze” przybierały formę zwykłego rabunku, któremu towarzyszyły pobicia, morderstwa oraz gwałty na kobietach. Szczególnie bezwzględnie grabiły chłopów żydowskie oddziały braci Bielskich i Symchy Zorina.
Wkrótce po rozpoczęciu niemieckiej okupacji na terenach przedwojennego województwa nowogródzkiego zaczęły się tworzyć struktury Związku Walki Zbrojnej (przemianowanego w lutym 1942 roku na Armię Krajową). W listopadzie 1941 roku komenda Okręgu Nowogródzkiego ZWZ/AK wyznaczyła ppor. Aleksandra Warakomskiego ps. „Świr” na stanowisko komendanta Obwodu Stołpce (kryptonim „Słup”). Początkowo działalność obwodu „Słup” koncentrowała się na gromadzeniu zapasów broni i amunicji oraz infiltracji miejscowych struktur białoruskiej policji i administracji. Pomysł utworzenia oddziału partyzanckiego nie zyskał natomiast akceptacji komendy okręgu, posłusznej rozkazom Komendy Głównej AK w sprawie ograniczania akcji zbrojnych do chwili wybuchu powstania powszechnego. Dopiero czynniki takie jak rosnąca liczba zdekonspirowanych żołnierzy oraz werbunek polskiej młodzieży w szeregi sowieckiej partyzantki przekonały polskie dowództwo do zmiany stanowiska. Impulsem do zorganizowania oddziału partyzanckiego w obwodzie „Słup” stała się w szczególności masakra mieszkańców wsi Naliboki, dokonana przez sowieckich partyzantów nocą 7/8 maja 1943 roku.
3 czerwca 1943 roku w majątku Kul w głębi Puszczy Nalibockiej odbył się pierwszy werbunek w szeregi polskiego oddziału. Zgłosiło się 44 ochotników, którzy stali się zaczątkiem przyszłego Zgrupowania Stołpeckiego AK. Oddział, nad którym dowództwo objął por. rez. Kacper Miłaszewski ps. „Lewald”, już po dziesięciu dniach wzrósł do 130 żołnierzy. Działalność polskiej partyzantki zainicjowano uderzeniem na silnie broniony Iwieniec (19 czerwca). Za cenę trzech zabitych i kilku rannych polscy żołnierze rozbili niemiecki garnizon i na 18 godzin wyzwolili stolicę rejonu. W walce zginęło od kilkudziesięciu do 150 Niemców, a od 100 do 200 białoruskich policjantów zdezerterowało, by dołączyć do polskiego oddziału. Żołnierze AK uwolnili także licznych więźniów oraz zdobyli duże ilości broni, amunicji, żywności i wyposażenia. W ocenie Kazimierza Krajewskiego zdobycie Iwieńca było jednym z największych wystąpień zbrojnych w historii Armii Krajowej.
Po opuszczeniu Iwieńca polski oddział przeszedł do południowo-wschodniej części Puszczy Nalibockiej, gdzie założył obozowiska w wiosce Bielica i na uroczysku Drywiezna. W ciągu niespełna tygodnia polscy partyzanci zlikwidowali posterunki białoruskiej policji w Starzynie i Kisłuchach (28 czerwca), Derewnie i Wołmie (30 czerwca) oraz w Zasulu i Rubieżewiczach (3 lipca). Ponadto na drodze Wołma – Iwieniec, nieopodal wsi Żebrowszczyzna, rozbili niemiecką kolumnę samochodową, a także zaatakowali ekspedycję kontyngentową na drodze między Derewnem a Stołpcami. Odniesione sukcesy pozwoliły podnieść polski oddział do rangi batalionu i zwiększyć jego liczebność do co najmniej 554 żołnierzy.

## Siły, plany i przygotowania obu stron

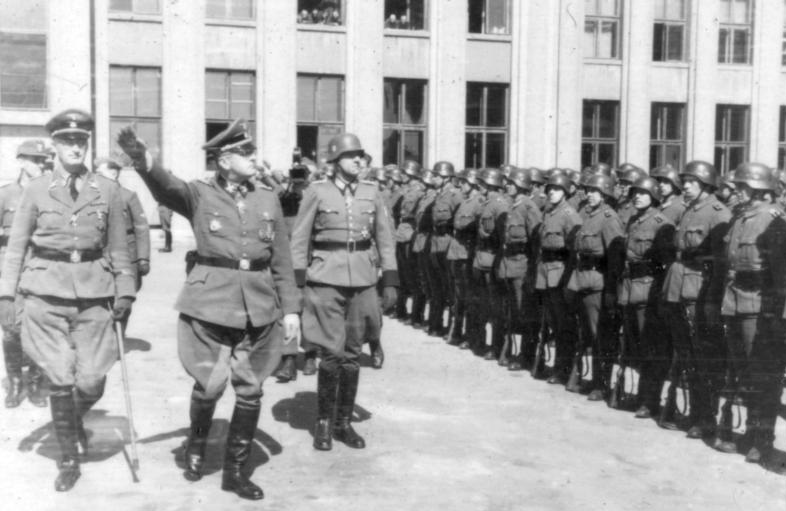
Erich von dem Bach-Zelewski i Curt von Gottberg odbierający paradę policji porządkowej. Plac Lenina w Mińsku

„Powstanie iwienieckie” odbiło się szerokim echem na Nowogródczyźnie i poważnie zaniepokoiło niemieckie dowództwo. Okupanci postanowili za wszelką cenę zlikwidować polskie i sowieckie bazy w Puszczy Nalibockiej. Według Mariana Podgórecznego niemieckie plany przewidywały w pierwszym rzędzie zabezpieczenie terenów, przez które przebiegały linie kolejowe Baranowicze – Mołodeczno – Lida oraz Lida – Baranowicze. Następnie zamierzano otoczyć i systematycznie „oczyścić” rozległy obszar wokół Puszczy, którego granice wyznaczały miejscowości Raków, Radoszkowicze, Zasław, Nowogródek, Iwieniec i Wołożyn. Operacji przeciwpartyzanckiej nadano kryptonim „Hermann” (niem. Unternehmen „Hermann”). 
Zgodnie z niemiecką taktyką „walki z bandytyzmem” (Bandenbekämpfung) celem operacji było nie tylko zniszczenie polskich i sowieckich oddziałów partyzanckich, lecz również pozbawienie ich zaplecza, poprzez przekształcenie rejonu Puszczy Nalibockiej w „martwą strefę” (Todeszone). Jednocześnie Niemcy zamierzali zrealizować cele ekonomiczne, tj. przeprowadzić zakrojoną na szeroką skalę grabież żywego inwentarza i płodów rolnych oraz pozyskać kontyngent robotników przymusowych.
Dowództwo nad całością niemieckich sił zaangażowanych w operację Hermann sprawował zastępca Wyższego Dowódcy SS i Policji na obszar centralnej Rosji i Białorusi (HSSPF Russland-Mitte und Weißruthenien) SS-Brigadeführer i generał major policji Curt von Gottberg. Do jego sztabu w Nowogródku dołączył również SS-Obergrupenführer Erich von dem Bach-Zelewski, specjalny pełnomocnik Reichsführera-SS do spraw walki z partyzantką (Chef der Bandenbekämpfungsverbände). Do udziału w operacji wyznaczono następujące oddziały:
- 1 Brygada Piechoty SS (zmotoryzowana) pod dowództwem SS-Brigadeführera Karla Herrmanna; jednostka ta stanowiła główną siłę uderzeniową;
- policyjna grupa bojowa von Gottberg (Kampfgruppe von Gottberg) w składzie:
  - 2 pułk policji SS (SS-Polizei Regiment 2);
  - Einsatzgruppe Körner, w której skład wchodziły cztery bataliony piechoty Wehrmachtu, 15. litewski batalion Schutzmannschaft, 115. i 118. ukraińskie bataliony Schutzmannschaft (ten pierwszy bez jednej kompanii), 7., 13., 19. plutony żandarmerii zmotoryzowanej, bateria armat piechoty, bateria artylerii ppanc. oraz bateria artylerii plot.;
  - Einsatzgruppe Dirlewanger, której skład wchodziły SS-Sonderbataillon Dirlewanger oraz Gendarmerie-Einsatzkommando z.b.V. Kreikenbom (to ostatnie złożone z niemieckich żandarmów z posterunków w Wołożynie, Kojdanowie i Zasławiu oraz kolaborantów z posterunków Schutzmannschaft w Rakowie i Radoszkowicach);
  - 31 policyjny pułk strzelców SS (SS-Polizei Schützen Regiment 31), złożony z pododdziałów niemieckich i ukraińskich.

Dodatkowo w skład Kampfgruppe von Gottberg wchodziły również: 1. i 12. policyjne kompanie pancerne, 11. litewski batalion Schutzmannschaft, 46. i 47. białoruskie bataliony Schutzmannschaft, 57. ukraiński batalion Schutzmannschaft, bateria artylerii z 56. ukraińskiego batalionu Schutzmannschaft, pluton żandarmerii z Nowogródka. Przy każdej z grup bojowych operowało komando SD. Ponadto von Gottberg miał do dyspozycji jednostkę lotniczą (Sonderstaffel Gamringer) wyposażoną w samoloty rozpoznawcze i szturmowe. Z danych zawartych w niemieckich archiwach wynika, że w operacji Hermann wzięło udział od 8820 do 9000 Niemców i ich kolaborantów. W partyzanckich raportach i wspomnieniach liczbę pacyfikatorów szacowano natomiast na około 50–52 lub nawet 60 tys. policjantów, esesmanów i żołnierzy Wehrmachtu, co jest jednak zapewne liczbą znacznie zawyżoną.
W tym czasie w Puszczy Nalibockiej stacjonowały następujące jednostki partyzanckie:
- Zgrupowanie partyzanckie strefy iwienieckiej pod dowództwem płk. Grigorija A. Sidoroka ps. „Dubow”. W jego skład wchodziły:
  - Brygada Partyzancka im. Stalina (w jej składzie znajdował się m.in. żydowski oddział partyzancki Symchy Zorina);
  - Brygada Partyzancka im. Czkałowa;
  - Brygada Partyzancka im. Kirowa (w jej składzie znajdował się m.in. żydowski oddział partyzancki braci Bielskich);
  - Brygada Partyzancka im. Żukowa;
  - Pierwszomajowa Brygada Partyzancka;
  - samodzielny oddział partyzancki im. Aleksandra Newskiego;
  - samodzielny oddział partyzancki im. Kutuzowa;
  - samodzielny oddział partyzancki im. Czkałowa;
  - samodzielny oddział partyzancki im. Kotowskiego;
  - samodzielny partyzancki oddział kawaleryjski;
  - oddział partyzancki „Bolszewik”.
- „Polski Oddział Partyzancki” (batalion stołpecki Armii Krajowej) pod dowództwem por. Kacpra Miłaszewskiego ps. „Lewald”.

W szeregach tych jednostek walczyło około 4,5 tys. partyzantów, w tym od 554 do 650 żołnierzy Armii Krajowej.
Wywiad polskiego batalionu już pod koniec czerwca uzyskał informacje o budowie przez Niemców dodatkowych ramp na stacjach kolejowych w Kojdanowie, Niegorełoje i Stołpcach. Na początku lipca informacje o wzmacnianiu niemieckich garnizonów w miasteczkach wokół Puszczy Nalibockiej dotarły z kolei do sowieckich partyzantów. Ich źródłem był m.in. współpracujący z Sowietami kpt. rez. WP Adam Świętorzecki. Wreszcie 13 lipca polski zwiad konny zaobserwował, że niemieckie kolumny zmotoryzowane zmierzają w kierunku Puszczy Nalibockiej.
Jeszcze tego samego dnia w polskim obozowisku na uroczysku Drywiezna odbyła się polsko-sowiecka narada, w której udział wzięli m.in. por. „Lewald” i płk „Dubow”. Uzgodniono, że niemiecka próba pacyfikacji Puszczy Nalibockiej spotka się ze zdecydowanym oporem. Batalion AK otrzymał zadanie zablokowania od wschodu traktu Mińsk – Nowogródek, tj. najważniejszej drogi przebiegającej przez Puszczę. Polacy mieli także zamknąć drogi boczne i dukty biegnące równolegle do głównego traktu (pas polskiej obrony był tym samym szeroki na 10 km). Sowieckie oddziały miały z kolei osłaniać obie flanki polskiego zgrupowania. Partyzanci „Dubowa” niezwłocznie przystąpili do minowania dróg i leśnych ścieżek oraz do blokowania ich poprzez tworzenie zawałów ze ściętych drzew. Z kolei w Derewnie i Staroje polscy partyzanci zerwali mosty na rzece Szurze.

## Przebieg operacji

### Pierwsze walki
Operacja Hermann rozpoczęła się 13 lipca 1943 roku. Tego dnia niemieckie zgrupowanie przekroczyło wschodnią granicę obwodu „Słup”, zmierzając z kierunku Stołpców na Puszczę Nalibocką. W tym samym czasie z rejonu Nowogródek – Nowojelnia wyruszyło drugie zgrupowanie, które skierowało się na Lubcz i Szczorse. Po spacyfikowaniu terenów wokół tych dwóch miejscowości, przeszło na wschodni brzeg Niemna, by uderzyć na Puszczę Nalibocką od strony południowo-zachodniej. Operacją pacyfikacyjną objęto także leżące na wschód od Puszczy okolice Wołmy.
15 lipca sowieccy partyzanci, usiłując przerwać kordon okrążenia, rozbili jedną z kompanii ukraińskiego 57. batalionu Schutzmannschaft. Następnego dnia Niemcy opanowali Derewno, inicjując tym samym bezpośredni szturm na Puszczę Nalibocką. 19 lipca na froncie między Gródkiem a Duszkowem działania ofensywne rozpoczęła Einsatzgruppe Dirlewanger. W okolicach wsi Uhły, Dubki i Siwica jej pododdziały wdały się w zaciekłe walki z sowieckimi partyzantami z oddziału im. Kuzniecowa, wchodzącego w skład Brygady Partyzanckiej im. Czkałowa. Sam Oskar Dirlewanger został ranny w pierś w czasie walk prowadzonych na północnym skraju bagien nalibockich.
Do pierwszych walk z udziałem żołnierzy batalionu stołpeckiego AK doszło 20 lipca (Kazimierz Krajewski podaje datę 15 lipca). Tego poranka żołnierze 5. plutonu 2. kompanii piechoty, dowodzeni przez plut. Antoniego Hasiuka ps. „Żuczek”, zaskoczyli niemiecką kolumnę przy zerwanym moście na rzeczce Szura. Ogień polskich ckm-ów spowodował duże straty w niemieckim oddziale, sięgające od kilkunastu do trzydziestu zabitych (w tym czterech oficerów). Zniszczono także kilka samochodów. Polscy żołnierze nie ponieśli żadnych strat. Tego samego dnia na drodze Iwieniec – Naliboki 1. kompania piechoty, dowodzona przez pchor. Olgierda Woyno ps. „Lech”, zdołała rozbić inną niemiecką kolumnę. Za cenę trzech poległych żołnierze AK mieli zabić do 25 nieprzyjaciół i zniszczyć cztery samochody.
21 lipca niemieckie lotnictwo i artyleria przez kilka godzin ostrzeliwały pozycje partyzantów, po czym do natarcia ruszyła piechota wspierana przez broń pancerną. Podczas zaciętych walk w rejonie Drywiezny i Nieścierowicz żołnierze AK skutecznie powstrzymywali napór przeciwnika. Po pewnym czasie polskie dowództwo zorientowało się jednak ku swojemu zaskoczeniu, że oddziały płk. „Dubowa” bez uprzedzenia opuściły stanowiska obronne. Niemieckie kolumny zmotoryzowane przebiły się przez trakt Mińsk – Nowogródek, przecinając tym samym puszczę na dwie części. Nad batalionem AK zawisła groźba okrążenia.
Po latach niektórzy polscy historycy i weterani wyrażali przypuszczenie, że Sowieci zamierzali zniszczyć polski oddział niemieckimi rękoma, stąd celowo odsłonili jego flanki. Z zachowanych sowieckich dokumentów wynika jednak, że pod naciskiem Niemców większa część zgrupowania „Dubowa” wpadła w panikę i uległa rozproszeniu. Świadczyć mogą o tym także ciężkie straty poniesione przez sowieckich partyzantów.

### Blokada puszczy
Zgrupowanie „Dubowa” zdołało wymknąć się niemieckiej obławie i przedostać się w okolice Mińska. Odwrotowi towarzyszył jednak nieład oraz akty niesubordynacji. Z zachowanych sowieckich raportów wynika m.in., że dowódca Brygady im. Stalina płk Paweł I. Gulewicz samowolnie porzucił walczące oddziały. Podobnie postąpił komisarz tej brygady, Aleksiej Muraszow, który wraz z adiutantem ukrył się na wyspie w bagnach. Kilkukrotnie miały miejsce wypadki, gdy w nocnych ciemnościach sowieckie oddziały omyłkowo ostrzelały się wzajemnie. Jeden z pododdziałów Brygady im. Stalina został niemal doszczętnie wybity przez niemiecką piechotę i lotnictwo podczas przeprawy przez bagna. Bez większego uszczerbku przetrwał natomiast operację Hermann żydowski oddział braci Bielskich.
Tymczasem w polskim dowództwie powstała różnica zdań co do dalszej taktyki. Porucznik „Lewald” i jego oficerowie opowiadali się za podzieleniem batalionu na mniejsze pododdziały, podczas gdy dowódca Obwodu Stołpce ppor. „Świr” obstawał za odwrotem całością sił. Ostatecznie przeważyło zdanie dowódcy obwodu. Nocą 21/22 lipca kompania pchor. „Lecha” postawiła na trakcie Mińsk – Nowogródek barykady z pni powalonych drzew, co chwilowo zatrzymało marsz niemieckich kolumn. Umożliwiło to głównym siłom batalionu przekroczenie traktu i przejście wraz z taborem w północną część puszczy, gdzie miano nadzieję ponownie nawiązać kontakt z partyzantami „Dubowa”. Podczas nocnych walk polskie ubezpieczenie zniszczyło niemiecki pojazd pancerny. W międzyczasie oddział opuścił ppor. „Świr”.
Wycofujący się na północ polscy partyzanci zdołali bez większych przeszkód dotrzeć do kanału szubino-niemieńskiego. Z powodu spalenia mostu przez wycofujące się oddziały sowieckie musiano tam jednak porzucić większość taboru. Batalion przeszedł następnie do najbardziej niedostępnej części Puszczy Nalibockiej, tj. na bagna zwane „Gołymi Błotami” (biał. Hołoje Błoto, Галое Балота). Po drodze sforsowano kolejną przeszkodę wodną w postaci kanału żółto-niemeńskiego. Pierścień okrążenia coraz bardziej zaciskał się jednak wokół polskiego oddziału. Do 7 sierpnia zajmowany przez partyzantów obszar bagien w północno-zachodniej części Puszczy Nalibockiej skurczył się do wymiarów 9 × 5 kilometrów. Nie widząc możliwości kontynuowania otwartej walki, dowództwo podzieliło batalion na niewielkie 20–25 osobowe grupy i rozkazało żołnierzom szukać ratunku na własną rękę.
W kierunku wschodnim wycofywali się piechurzy z 1. i 2. kompanii. Pierwszy z tych pododdziałów poniósł poważne straty podczas przebijania się przez niemiecką blokadę w rejonie Terebejny (poległ m.in. dowódca kompanii pchor. „Lech”). 2. kompania zdołała natomiast przejść niepostrzeżenie w rejon Kamienia Stołpeckiego, gdzie nastąpiło jej rozformowanie. Sukces ten był w dużej mierze zasługą wachm. Sergiusza Howorki, gdyż jako przedwojenny wójt gminy Kamień znał on dobrze tamtejsze bezdroża.
Odmienną trasę odwrotu obrały sztab, 3. kompania piechoty, szwadron kawalerii oraz żandarmeria wraz ze służbami tyłowymi. Zawróciły one na południe, zmierzając ponownie w kierunku kanału żółto-niemeńskiego. Po natknięciu się na przeciwnika główny ciężar walki wziął na siebie chor. Zdzisław Nurkiewicz ps. „Noc” wraz ze swym szwadronem. Spieszeni kawalerzyści ponieśli poważne straty, zdołali jednak skutecznie związać Niemców, co umożliwiło pozostałym oddziałom sforsowanie kanału.
Wydostanie się z okrążenia i rozproszenie batalionu nie oznaczało jednak końca zagrożenia. Niemieckie tyraliery przez wiele dni systematycznie przeszukiwały lasy, bagna i pola uprawne, korzystając z informacji dostarczanych przez agentów i zwiad lotniczy. Schwytani partyzanci, którym udało się uniknąć natychmiastowej egzekucji, trafiali w ręce funkcjonariuszy SD, którzy poddawali ich przesłuchaniom połączonym z torturami.
Wielu żołnierzy AK, którym udało się ukryć wśród ludności cywilnej, zginęło w pacyfikowanych wsiach lub zostało wywiezionych na roboty przymusowe. W ręce Niemców wpadł m.in. dowódca 3. kompanii st. sierż. Stefan Poznański ps. „Szary” (zaginął). Schwytani zostali również oficer żywnościowy st. ogn. Herman Downar-Zapolski ps. „Napoleon” oraz por. Raczkiewicz ps. „Płomień” – brat prezydenta RP Władysława Raczkiewicza (obu powieszono w Terebejnie).

### Niemieckie zbrodnie

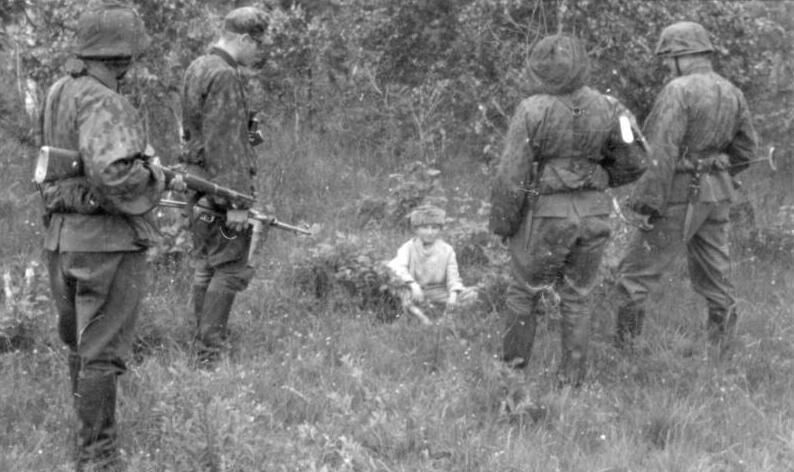
Operacja Hermann. Żołnierze Waffen-SS i schwytany przez nich wiejski chłopiec

Podczas operacji Hermann Niemcy i ich kolaboranci na masową skalę dopuszczali się zbrodni na ludności cywilnej. Wsie znajdujące się na obszarze objętym pacyfikacją były palone, a ich mieszkańców mordowano lub wypędzano. Egzekucjom i podpaleniom towarzyszyła zakrojona na szeroką skalę grabież żywego inwentarza i płodów rolnych. Zwierzęta hodowlane, których z różnych przyczyn nie można było „ewakuować”, były zabijane.
Szeregu zbrodni dopuścił się złożony z kłusowników i kryminalistów SS-Sonderbataillon Dirlewanger. We wsi Dory dirlewangerowcy spędzili 106 kobiet, dzieci i starców do miejscowej cerkwi, a następnie spalili ich żywcem. W podobny sposób zamordowali 125 mieszkańców folwarku Łapice. Kolejnych 171 cywilów zginęło z ich rąk w Nielubach, Mokrzyczewszczyznie, Romanowcach, Dowgulewszczyznie, Połubowcach, Dubowcach, Słobodzie, Pilużynie, Józefowie, Średnim Siole oraz Mniszanach. W ostatniej fazie operacji dirlewangerowcy zamordowali także 199 osób we wsiach Adamki, Dajnowa, Dubki, Pohorełka, Rudnia Nalibocka, Serkuły, Siwica, Dobra Siwica, Skiporowce, Sidiwicze i Ugły. W przypadku Pohorełki pretekstem do pacyfikacji stało się znalezienie starej wojskowej menażki, którą jeden z rolników używał do przechowania smaru.
Z niemniejszym okrucieństwem postępowali członkowie pozostałych jednostek niemieckich i kolaboracyjnych. Między innymi w kolonii Półdroże 90 osób spędzono do dwóch stodół, a następnie spalono żywcem. Czasami represje stosowano w sposób bardziej precyzyjny, posługując się uprzednio przygotowanymi listami osób podejrzewanych o współpracę z partyzantką (oraz członków ich rodzin). Polacy i Białorusini, których nazwiska widniały na takich listach, byli zatrzymywani, a następnie publicznie rozstrzeliwani. Część zatrzymanych cywilów skierowano do „obozu filtracyjnego”, który został utworzony w Iwieńcu.
W czasie operacji pacyfikacyjnej nie oszczędzano duchownych. Z rąk Niemców zginęli ks. Paweł Dołżyk (proboszcz parafii w Derewnie), ks. prałat Józef Bajko i ks. Józef Boradyn (proboszcz i wikary parafii w Nalibokach), ks. Leopold Aulich i ks. Kazimierz Rybałtowski (proboszcz i wikary parafii w Kamieniu), a także dwaj franciszkanie: o. Achilles Puchała i o. Herman Stępień, którzy pełnili posługę w Pierszajach. Wśród ofiar dirlewangerowców znaleźli się nawet bracia Franciszka Kuszla – głównego pełnomocnika ds. białoruskich oddziałów Schutzmannschaft.

## Bilans
Operacja Hermann zakończyła się 10 sierpnia 1943 roku. Oficjalne niemieckie raporty informują, że zdołano zlikwidować od 4199 do 4280 „bandytów”, a kolejnych 654–2329 wziąć do niewoli. Niemcy mieli także zdobyć 48 armat polowych, 13 armat ppanc., 3 ciężkie i 14 lekkich moździerzy, 1 poczwórnie sprzężony przeciwlotniczy karabin maszynowy, 34 ckm, 61 rkm, 24 pistolety maszynowe, 867 karabinów, 66 pistoletów, 280 granatów ręcznych i 172 kg materiałów wybuchowych.
Batalion stołpecki AK został przejściowo rozproszony i poniósł poważne straty. Sięgnęły one co najmniej 40 zabitych, kilkudziesięciu rannych oraz około 100–150 zaginionych. W gronie poległych i pomordowanych znaleźli się m.in. dwaj dowódcy kompanii. Największe straty poniosła 3 kompania piechoty, złożona głównie z dezerterów z białoruskiej policji pomocniczej. Wielu jej żołnierzy wydostawszy się z okrążenia, nie zdecydowało się bowiem na powrót do partyzantki. Polskie zgrupowanie utraciło ponadto niemal 60% broni, w tym wszystkie ckm i moździerze, a także tabory oraz większość koni.
Poważne straty poniosło również sowieckie zgrupowanie płk. „Dubowa”. Niemcom udało się rozbić trzy partyzanckie brygady. Sowieckie raporty informują, że straty partyzantów zamknęły się liczbą 129 zabitych, 52 rannych oraz 24 jeńców i dezerterów. Dawid Zuchba, szef wydziału specjalnego Brygady Partyzanckiej im. Czkałowa, podał jednak w swych wspomnieniach, że zgrupowanie „Dubowa” utraciło około 800 zabitych i 300 wziętych do niewoli, a także 18 dział, 26 ckm i 126 rkm.
Komendant Okręgu Nowogródzkiego AK szacował niemieckie straty na 300 zabitych i wielu rannych. We wspomnieniach Zuchby mowa jest natomiast o zabiciu „setek niemieckich żołnierzy i oficerów”, a także o zniszczeniu 60 samochodów oraz uszkodzeniu 
lub zniszczeniu 3 czołgów i 4 samochodów pancernych. Niemieckie raporty informują jednak o utracie 52 zabitych, 165 rannych i 5 zaginionych (w tym odpowiednio 46, 112 i 3 Niemców).
Podczas operacji Hermann ucierpiała przede wszystkim polska i białoruska ludność cywilna. Chcąc pozbawić partyzantów zaplecza, Niemcy stworzyli pas „spalonej ziemi” w promieniu od 10 do 15 kilometrów wokół puszczy. W samych tylko gminach Iwieniec i Naliboki uległo zagładzie 38 wsi liczących 2 tys. gospodarstw. Brak jest pełnych danych z gminy Derewno – wiadomo, że na jej terenie spacyfikowano m.in. wsie Szarzyszcze, Ogrodniki (spalono tu około 250 osób), Kleciszcze, Preczyszcze. Ponadto do licznych pacyfikacji doszło w gminie Rubieżewicze oraz na zachodnim brzegu Niemna (okolice Szczorsów i Turca) . Zniszczeniu uległy także majątki ziemskie Czyczynów i Wojciechowo. Hubert Kuberski podaje, że Niemcy spalili zabudowania w 150 wsiach. Zrabowali także 22 275 sztuk pogłowia hodowlanego oraz trudną do ustalenia ilość płodów rolnych.
W czasie operacji Hermann Niemcy i ich kolaboranci zamordowali blisko 4 tys. osób cywilnych . Celem represji stali się w szczególności mężczyźni i chłopcy uznawani za pomocników partyzantów bądź członków ich rodzin. Byli oni rozstrzeliwani, wieszani, paleni żywcem lub kierowani do prac fortyfikacyjnych na froncie wschodnim, gdzie w większości zaginęli bez śladu. Wśród zamordowanych znalazło się około 150 członków miejscowej siatki konspiracyjnej AK. Według źródeł niemieckich na roboty przymusowe w III Rzeszy zesłano 20 994 osoby (Marian Podgóreczny podaje liczbę 25 tys.). Starców, kobiety i dzieci wysiedlono poza strefę blokady. Wielu ocalałych z pacyfikacji chłopów było zmuszonych przez wiele miesięcy koczować w prowizorycznych leśnych obozowiskach.
Na dłuższą metę Niemcom nie udało się jednak ograniczyć aktywności polskiej i sowieckiej partyzantki. Mimo ciężkich strat poniesionych w czasie operacji Hermann polski batalion zdołał jeszcze przed końcem sierpnia zebrać się ponownie w swoim dawnym obozowisku w okolicach Drywiezny. Wkrótce komenda Okręgu Nowogródzkiego oddelegowała tam trzech skoczków „cichociemnych” przysłanych z Wielkiej Brytanii. Do końca listopada 1943 roku liczebność batalionu wzrosła do ok. 400 żołnierzy. Do Puszczy Nalibockiej powróciło także zgrupowanie płk. „Dubowa”.

## W kulturze
Walki toczone w czasie operacji Hermann ukazano w amerykańskim filmie wojennym Opór z 2008 roku (reż. Edward Zwick), aczkolwiek znacznie wyolbrzymiając rolę, którą odegrali wtedy żydowscy partyzanci z oddziału braci Bielskich.